# Calvello
Calvello község (comune) Olaszország Basilicata régiójában, Potenza megyében.

## Fekvése
A megye központi részén fekszik. Határai: Abriola, Anzi, Laurenzana, Marsicovetere, Viggiano és Marsico Nuovo.

## Története
Calvello a 12. alakult ki egy longobárd erődítmény körül. A következő évszázadokban hűbérbirtok volt. Önállóságát a 19. században nyerte el, amikor a Nápolyi Királyságban felszámolták a feudalizmust. 

## Népessége
A népesség számának alakulása:

## Főbb látnivalói
- Maria Santissima del Monte Saracino-település
- San Giuseppe-templom
- Santissima Trinità-templom
- San Giovanni Battista-templom
- Santa Maria del Piano-templom
- San Nicola-templom
- San Francesco di Paola-templom